# Europium(II)-sulfid
Europium(II)-sulfid ist eine anorganische chemische Verbindung des Europiums aus der Gruppe der Sulfide.

## Gewinnung und Darstellung
Europium(II)-sulfid kann direkt durch Reaktion von Europium und Schwefel dargestellt werden.
{\displaystyle \mathrm {Eu+S\longrightarrow EuS} }
Ebenfalls möglich ist die Darstellung durch Reaktion von Schwefelwasserstoff mit Europium(III)-oxid bei 1050 °C oder Europium(II)-oxalat bei 800 °C.
{\displaystyle \mathrm {Eu_{2}O_{3}+3\ H_{2}S\longrightarrow 2\ EuS+3\ H_{2}O+S} }
{\displaystyle \mathrm {Eu(C_{2}O_{4})\cdot H_{2}O+H_{2}S\longrightarrow EuS+2\ H_{2}O+CO_{2}+CO} }

## Eigenschaften
Europium(II)-sulfid ist ein in trockener Luft beständiger schwarzer Feststoff, der in Wasser praktisch unlöslich ist und sich in Säuren unter Schwefelwasserstoff-Entwicklung löst. An feuchter Luft erfolgt langsame Hydrolyse. Beim Erhitzen an Luft wird die Verbindung zum Oxidsulfat oxidiert. In inerter Umgebung erfolgt Zersetzung ab 1470 °C. Europium(II)-sulfid besitzt eine kubische Kristallstruktur vom Natriumchlorid-Typ, ist ein Halbleiter und ferromagnetisch unterhalb von 16,5 K.